# یاسنووو (استان بورگاس)
یاسنووو (به بلغاری: Yasenovo) یک منطقهٔ مسکونی در بلغارستان است که در Ruen واقع شده‌است.